# Куэльо, Томас
Тома́с Эстеба́н Куэ́льо (порт. Tomás Esteban Cuello; род. 5 марта 2000 года в Сан-Мигель-де-Тукумане) — аргентинский футболист, фланговый полузащитник клуба «Атлетико Паранаэнсе».

## Биография
Томас Куэльо — воспитанник академии клуба «Атлетико Тукуман» из его родного города. В основном составе дебютировал 27 января 2017 года в матче традиционного Летнего турнира, проходящего в межсезонье. Томас вышел на замену в матче против «Расинга» из Авельянеды (1:1). Однако в рамках официальных турниров дебют состоялся немного позже — 11 апреля 2017 года Куэльо вышел на замену на 76 минуте в матче чемпионата Аргентины против «Сан-Лоренсо де Альмагро». «Атлетико Тукуман» выиграл со счётом 1:0. Куэльо стал первым футболистом 2000 года рождения, сыгравшем в чемпионате Аргентины.
В 2017 году Куэльо со своей командой также успел получить опыт выступлений на международной арене — в Кубке Либертадорес и Южноамериканском кубке. В 2018 и 2019 годах молодой игрок стал получать меньше времени, и в начале 2020 года был отдан в аренду в бразильский «Ред Булл Брагантино», который по итогам предыдущего сезона вернулся в Серию A.
Вместе со своей командой аргентинец стал заметно прогрессировать и по итогам сезона 2020 «быки» заняли 10-е место, квалифицировавшись в Южноамериканский кубок. В 2021 году «Ред Булл Брагантино» впервые в своей истории вышли в финал международного турнира. Томас Куэльо по пути к финалу сыграл во всех 13 матчах своей команды и отметился тремя забитыми голами. В том числе 30 сентября он оформил дубль в ответном гостевом матче полуфинала против парагвайского «Либертада» (победа 3:1, по сумме двух матчей — 5:1).

## Достижения
- Финалист Южноамериканского кубка (1): 2021